# Marin Sabić
Marin Sabić (1860. – 1923.), bio je hrv. notar, feljtonist i pjesnik, hrv. preporoditelj rodom iz Starog Grada na Hvaru.
Pisao je za puljski Il diritto croato.
Bio je članom prvi skupine Hrvata koje su poohodile Masabjelsku hridinu u Lourdesu. Sabić je ondje doživio obraćenje. O svom boravku i doživljaju je napisao podlistak koji je izašao u nekoliko brojeva Narodnog lista, a potom objavio u knjizi. Lourdes je opisao kao "Lourdes je veličajno pozorište ljudske boli, Ljudske samilosti, ljudske bogoljubnosti i čudesne Božje milosti..." Osobito je potresno na nj djelovalo ozračje tog svetišta koje je obilovalo molitvom koju je opisao kao "neizharani krik, koji se glasi iz bezdanih dubina : ljudske duše!", a osvjedočio je o nizu primjera bolesnika izliječenih čudom.